# Transformers: Dark of the Moon (videojuego)
Transformers: Dark of the Moon (comercializado como Transformers: Dark of the Moon - Stealth Force Edition para productos de Nintendo) es un videojuego de acción-aventura y disparos en tercera persona basado en la película del mismo nombre. Fue lanzado el 14 de junio de 2011 en Norteamérica. Es la secuela de Transformers: La venganza de los caídos, y la tercera parte de la adaptación a videojuegos de la saga Transformers. A diferencia de los dos primeros juegos, Dark of the Moon sigue una historia original, ambientada antes de los eventos de la película en la que se basa, y presenta solo una campaña, que alterna entre los Autobots y los Decepticons. Un spin-off, Transformers: Rise of the Dark Spark, fue lanzado en junio de 2014.    
Transformers: Dark of the Moon fue revelado por primera vez el 12 de febrero de 2011, junto al lanzamiento del tráiler del juego. Todas las versiones del juego fueron publicadas por Activision en junio de 2011 y recibieron críticas mixtas. Las versiones de PlayStation 3 y Xbox 360 del juego fueron desarrolladas por High Moon Studios, quien desarrolló previamente Transformers: War for Cybertron, mientras que las versiones de Wii, Nintendo DS y Nintendo 3DS fueron desarrollados por Behaviour Interactive. Electronic Arts también lanzó encarnaciones móviles del juego para Symbian, iOS y BlackBerry. Las versiones para DS del juego, conocidas como Transformers Dark of the Moon: Autobots y Transformers Dark of the Moon: Decepticons son, al igual que sus predecesores, dos juegos separados que siguen la perspectiva de cada facción.

## Jugabilidad
Al igual que sus predecesores, Transformers: Dark of the Moon es principalmente un juego de disparos en tercera persona donde los jugadores luchan contra varios tipos de enemigos de IA tanto en modo para un jugador como en modo multijugador. A diferencia de sus predecesores, Dark of the Moon presenta una campaña lineal única en lugar de una para cada facción, por lo que los jugadores cambian entre la perspectiva de los Autobots y la de los Decepticons entre niveles. 
El juego presenta un nuevo modo conocido como "Fuerza Invisible" (en inglés, "Stealth Force") que permite a los personajes utilizar armas mientras están en forma de vehículo. Tanto en forma de vehículo como de robot, los personajes tienen acceso a dos habilidades especiales, que cambian cuando el jugador se transforma. Por ejemplo, Ironhide puede tener la capacidad de lanzar granadas en forma de robot y una capacidad de aceleración en forma de vehículo. El componente multijugador del juego presenta cuatro clases: Explorador, Cazador, Comandante y Guerrero, que tienen características específicas, como que el Explorador es más rápido que las otras clases o el Guerrero tiene más salud.

## Historia

### Escenario
Dark of the Moon tiene lugar aproximadamente tres años después de los eventos de Revenge of the Fallen, y sirve como una precuela de la tercera película. La Tierra continúa siendo consumida por la guerra mortal entre los heroicos Autobots, liderados por Optimus Prime, y los malvados Decepticons, liderados por Megatron. Los primeros cooperan con la humanidad para investigar las actividades de los Decepticons en todo el mundo, mientras que los últimos se preparan para la próxima "Operación: Pilar", que les permitirá finalmente derrotar a sus rivales y restaurar su planeta natal de Cybertron a su antigua gloria, destruyendo toda la vida en la Tierra en el proceso. 

### Xbox 360 y PlayStation 3
El explorador Autobot Bumblebee es enviado a algún lugar de Sudamérica para plantar el virus de Wheeljack en un transmisor Decepticon que está escuchando las transmisiones de los Autobots con NEST. Aunque encuentra una fuerte resistencia de las fuerzas de Decepticon, finalmente prevalece con la ayuda de Optimus Prime y Sideswipe. Posteriormente, los Autobots intentan defender la ciudad de Detroit de las fuerzas Decepticon lideradas por el Constructicon Mixmaster. El especialista en armas Autobot Ironhide y el oficial médico Ratchet lideran la defensiva, y el primero finalmente prevalece con la ayuda de un lanzacohetes experimental proporcionado por Wheeljack, matando a Mixmaster después de una larga batalla y ahuyentando a los Decepticons restantes. 
Mientras tanto, en algún lugar de Sudamérica, Sideswipe desaparece durante su misión de investigar la actividad Decepticon en una jungla, y Mirage es enviado a investigar junto con Bumblebee. En el camino para reunirse con él, Mirage se encuentra con el despiadado lugarteniente Decepticon, Starscream, quien lo ataca cuando estaba a punto de cruzar un puente, destruyéndolo e hiriendo a Mirage. Incapaz de transformarse o usar sus armas, Mirage opta por escabullirse de las tropas Decepticon en su lugar, usando su capacidad de camuflaje para llegar a un helicóptero NEST estrellado sin ser observado y obtener una entrega de suministros que contiene armamento. Luego se abre camino entre los Decepticons restantes junto con Bumblebee, y finalmente encuentra y rescata a Sideswipe, quien revela que las ruinas que estaba investigando se construyeron sobre un antiguo puerto espacial Cybertroniano; los Decepticons ya habían comenzado la cuenta atrás para el lanzamiento de una nave espacial acoplada y, a pesar de los mejores esfuerzos de los Autobots, logra despegar. 
En otra parte, Megatron ordena al Decepticon Soundwave que investigue una antigua base del Sector 7 en una isla. Con la ayuda de su esbirro Laserbeak, Soundwave se abre camino a través de las tropas Autobot que custodian la base y recupera información sobre un accidente en la luna en la década de 1960, así como una tecnología avanzada llamada MechTech, que destruye provocando una erupción volcánica, antes de escapar de la base. Al mismo tiempo, Starscream es enviado a Nepal para encontrar y destruir el MechTech restante que está a punto de ser transportado por aire por el enorme Aerialbot Stratosphere desde una instalación NEST en algún lugar de la cordillera nevada. Tras matar a los otros Aerialbots (incluyendo a Air Raid, Breakaway y Silverbolt) destruye a Stratosphere en el aire, junto con toda la tecnología que lleva, aunque logra recuperar un arma y regresa con ella a la base Decepticon en Siberia, Rusia, sin saber que tenía un rastreador. 
Posteriormente, los Autobots invaden la base, pero Megatron los enfrenta y logra contenerlos, matando al Autobot Warpath en el proceso. Luego encuentra un criotubo que contiene a Shockwave congelado, el infame científico y asesino de Decepticon, a quien libera de su encarcelamiento, antes de enfrentarse a Optimus Prime. Megatron prevalece y arroja al golpeado Optimus al pozo que sostiene a Shockwave y Driller, un robot gigante parecido a un gusano controlado directamente por Shockwave. Mientras Megatron escapa, Optimus lucha contra Shockwave y su Driller y los derrota, aunque estos huyen. Luego, Ratchet se pone en contacto con él, a quien Optimus le dice que, aunque la batalla está ganada por ahora, la guerra está lejos de terminar. Mientras tanto, Megatron se reúne con Starscream, Soundwave y Shockwave en algún lugar de África para lanzar la "Operación: Pilar", asegurando a sus compañeros Decepticons que Cybertron renacerá pronto. 

### Wii y Nintendo 3DS
Mientras los Autobots continúan su búsqueda de los Decepticons a pesar de que la humanidad cree que han huido del planeta, Optimus Prime, Bumblebee y Mirage se dirigen a un desierto para probar la nueva actualización "Modo Stealth Force" proporcionada por el científico Autobot Wheeljack. Una vez que terminan, Optimus intenta comunicarse con NEST, solo para descubrir que su enlace de comunicación estaba atascado, por lo que envía a Bumblebee a investigar una base Decepticon cercana y averiguar por qué. Al descubrir que los Decepticons están usando antenas parabólicas para bloquear sus comunicaciones, Bumblebee los apaga, pero pierde la conexión con los demás al aventurarse en la base. Optimus va a buscarlo y, por sugerencia de Wheeljack, carga un virus en tres satélites, lo que permite a los Autobots conocer el motivo de los Decepticons. Mientras Optimus lucha contra oleadas de Decepticons entrantes, Bumblebee escapa y la pareja huye de la base. Al ser recogidos por Stratosphere, los Autobots analizan la información que recuperaron de la base, y descubren que los Decepticons planean atacar Detroit, Míchigan, además de tramar algo cuyo nombre en clave es "Operación: Pilar", así como que Megatron está buscando a alguien conocido como "Shockwave".  
En Detroit, los Decepticons Soundwave y Mixmaster lideran un asalto a gran escala en la ciudad, y el primero despliega Lockdown para infiltrarse en la base de los Autobots. Mientras Lockdown carga un virus creado por Mixmaster en las terminales de la computadora central, Ironhide, el único Autobot en el área, protege algunas antenas parabólicas de las tropas de Decepticons. Al enterarse de que Mixmaster está tratando de volver a conectar a sus excompañeros de equipo y reformar Devastator, Ironhinde confronta y mata a Mixmaster, antes de luchar contra Soundwave, quien cuenta con la ayuda de Starscream. Después de derrotar a Soundwave, que se retira, Optimus llama a Ironhide para que regrese a la sede, al igual que Starscream le ordena a Lockdown que destruya los controles de la puerta principal y escape, mientras evita a Optimus. 
Después de rastrear a los Decepticons hasta una base abandonada en Siberia, un equipo Autobot liderado por Optimus asalta la base, durante el cual Wheeljack le informa a Optimus que Megatron está tratando de reactivar su objetivo principal: Shockwave, un científico y asesino letal de Decepticon. Después de que Mirage elimina las comunicaciones Decepticon y Ironhide destruye el escudo que protege la entrada, Megatron le ordena a Soundwave que luche contra los Autobots mientras reactiva Shockwave. Cuando Soundwave derrota a Mirage, quien fue ayudado por Stratosphere y luego huye, Megatron destruye las bobinas dentro de la base para acelerar la reanimación de Shockwave. Al despertar, Shockwave le dice a Megatron que sus niveles de Energon se han agotado, por lo que Megatron le ordena a Soundwave que lo escolte a un lugar seguro mientras lucha contra los Autobots entrantes. Pronto se informa a Megatron que Driller, un robot gigante parecido a un gusano controlado directamente por Shockwave, también se ha despertado y decide usarlo para destruir a Optimus, mientras ordena a Starscream y los otros Decepticons que abandonen Siberia. 
Megatron derrota a Optimus e intenta escapar de la base también, pero se enfrenta a Ironhide. Contra las advertencias de Wheeljack, Ironhide lucha contra Megatron y lo derrota, para su sorpresa, a lo que Megaron comenta que tiene "el espíritu de un guerrero" y que lo destruirá durante su próximo encuentro. Megatron luego escapa, al igual que Ironhide, siguiendo el consejo de Wheeljack, quien promete que atraparán a Megatron la próxima vez. Más tarde, Megatron se encuentra con Starscream, Soundwave y Shockwave en algún lugar de Sudáfrica, donde se prepara para lanzar la "Operación: Pilar" y ordena a Shockwave que recupere cierto artefacto cibertroniano antiguo de Chernóbil, lo que lleva a los eventos de la película.

## Personajes
| Autobots      | Controlables | Controlables | Controlables | Controlables | Controlables |
| Autobots      | Xbox 360     | PS3          | Wii          | 3DS          | NDS          |
| ------------- | ------------ | ------------ | ------------ | ------------ | ------------ |
| Optimus Prime | Sí           | Sí           | Sí           | Sí           | Sí           |
| Bumblebee     | Sí           | Sí           | Sí           | Sí           | Sí           |
| Ironhide      | Sí           | Sí           | Sí           | Sí           | Sí           |
| Mirage/Dino   | Sí           | Sí           | Sí           | Sí           | Sí           |
| Ratchet       | Multijugador | Multijugador | No           | No           | No           |
| Sideswipe     | Descargable  | Descargable  | No           | No           | No           |
| Breakaway     | Multijugador | Multijugador | No           | No           | No           |
| Warpath       | Multijugador | Multijugador | No           | No           | No           |
| Decepticons   | Controlables | Controlables | Controlables | Controlables | Controlables |
| Decepticons   | Xbox 360     | PS3          | Wii          | 3DS          | NDS          |
| Megatron      | Sí           | Sí           | Sí           | Sí           | Sí           |
| Starscream    | Sí           | Sí           | No           | No           | No           |
| Soundwave     | Sí           | Sí           | Sí           | Sí           | Sí           |
| Laserbeak     | Sí           | Sí           | No           | No           | No           |
| Shockwave     | Multijugador | Multijugador | No           | No           | No           |
| Lockdown      | No           | No           | Sí           | Sí           | Sí           |
| Crowbar       | No           | No           | Multijugador | No           | Sí           |
| Crankcase     | Multijugador | Multijugador | No           | No           | No           |

## Desarrollo
High Moon Studios, que previamente desarrolló Transformers: War for Cybertron, desarrolló las versiones del juego para PlayStation 3 y Xbox 360, mientras que Behavior Interactive desarrolló las versiones de Wii y Nintendo 3DS. El primer avance del juego se lanzó el 12 de febrero de 2011.

### Sonido y audio
Tom Keegan fue el encargado de dirigir las voces del juego. Peter Cullen y Jess Harnell repiten sus papeles como Optimus Prime y Ironhide de las películas. Jamie Alcroft reemplaza a George Coe como la voz de Wheeljack. Dave Boat le da voz al Decepticon Constructicon que apareció en La venganza de los caídos, Mixmaster. Steven Blum, quien le da voz a Starscream en la serie de televisión Transformers: Prime, repite su papel como Starscream reemplazando a Charlie Adler. Blum también le da la voz a Crowbar en la versión de DS. Los personajes exclusivos del modo multijugador Warpath, Breakaway y Air Raid reciben voz de Dave Fennoy, Christian Lanz y Rick D. Wasserman respectivamente. Así, Lanz reemplaza a Andrew Kishino, que dio la voz a Breakaway en el juego anterior. Nolan North interpreta al Jefe Reynolds. Isaac C. Singleton, Jr. le da voz a los Decepticons Soundwave y Shockwave (el último únicamente en las versiones de Wii y 3DS). Hugo Weaving no repitió su papel como Megatron, tampoco Frank Welker. Fred Tatasciore, en su lugar, le da voz a Megatron, y también da voz a Ratchet, Sideswipe y Bumblebee. Travis Willingham le da voz al jefe no jugador Stratosphere y Dave Wittenberg, que daría voz a Wildbreak en la serie de 2015 Transformers: Robots in Disguise, reemplaza a Francesco Quinn como la voz del espía Autobot Mirage.
La música original de las versiones de PlayStation 3 y Xbox 360 del juego fue compuesta por Jeff Broadbent. La banda sonora del juego salió en iTunes y Amazon el 8 de noviembre de 2011.

### Soporte descontinuado
A partir de 2020, Activision suspendió el soporte para Dark of the Moon y los servidores multijugador del juego se cerraron.

## Recepción
El juego ha recibido críticas diversas en general, con una puntuaciones de 60, 62 y 36 para la Xbox 360 y PlayStation 3 y Wii en Metacritic. GameZone dio a la versión de 360 y PS3 un 7, indicando que «Transformers: Dark of the Moon es una adaptación perfectamente buena, aunque corta, de la película de Transformers. Los personajes son agradables y los diferentes tipos de vehículos funcionan maravillosamente». IGN le dio a las versiones de Xbox 360 y PS3 un 6,0 sobre 10, alabando las ideas del juego, pero criticándolo en su conjunto. GameSpot dio 5,5 sobre 10, elogiando las capacidades de transformación, pero criticando los malos gráficos, la física extraña de los vehículos y el breve modo campaña.
Joystiq le dio al juego una mala puntuación de 2 estrellas sobre 5. Criticando el juego por paracer a medio terminar. Destructoid le dio al juego una calificación de 5,5 sobre 10, indicando que el juego es mejor que la mayoría de los videojuegos basados en películas, pero parece una conexión con el filme hecha a prisa. La Revista Oficial de Xbox calificó al juego con un 6,5 sobre 10, alabando los controles, y el modo "Stealth Force" pero criticando a los últimos niveles del juego y el componente multijugador. GamePro le dio al juego una calificación de 3,5 sobre 5 estrellas. Elogió los buenos gráficos, los actores de voz y la variedad de transformers para cada misión, pero criticó el modo historia, la física de los vehículos, el modo multijugador y los combates repetitivos. GameTrailers dio al juego un 7 de 10, manifestando que «Dark of the Moon ofrece un montón de emociones "palomiteras" que probablemente olvidarás tan pronto como los créditos empiecen a rodar. Comparado con otros videojuegos basados en películas, es realmente bastante bueno; junto con la superior entrega del año pasado, sin embargo, parece un poco como una lata» GameInformer le dio al juego un 7,5 sobre 10, afirmando que alguien que jugase el año pasado a Transformers: War for Cybertron debería disfrutar de este juego. Eurogamer dio al juego una baja calificación de 5 sobre 10, indicando que el juego no estaba tan pulido como Transformers: War for Cybertron y que High Moon Studios debería haber tenido más tiempo.